# Campionatele Europene de tenis de masă din 2023
Campionatele Europene de tenis de masă din 2023 s-au desfășurat la Malmö, Suedia, în perioada 10–17 septembrie 2023.

## Feminin

### Faza grupelor
Grupa A
| Loc | Echipa   | MJ | V | Î | Pct | Promovare, calificare sau retrogradare |  | GER | AUT | ENG |
| --- | -------- | -- | - | - | --- | -------------------------------------- |  | --- | --- | --- |
| 1   | Germania | 2  | 2 | 0 | 4   | Promovează în optimi de finală         |  | —   | 3–0 | 3–0 |
| 2   | Austria  | 2  | 1 | 1 | 3   | Promovează în optimi de finală         |  | 0–3 | —   | 3–0 |
| 3   | Anglia   | 2  | 0 | 2 | 2   |                                        |  | 0–3 | 0–3 | —   |

Grupa B
| Loc | Echipa   | MJ | V | Î | Pct | Promovare, calificare sau retrogradare |  | ROU | CRO | SLO |
| --- | -------- | -- | - | - | --- | -------------------------------------- |  | --- | --- | --- |
| 1   | România  | 2  | 2 | 0 | 4   | Promovează în optimi de finală         |  | —   | 3–0 | 3–0 |
| 2   | Croația  | 2  | 1 | 1 | 3   | Promovează în optimi de finală         |  | 0–3 | —   | 3–0 |
| 3   | Slovenia | 2  | 0 | 2 | 2   |                                        |  | 0–3 | 0–3 | —   |

Grupa C
| Loc | Echipa | MJ | V | Î | Pct | Promovare, calificare sau retrogradare |  | FRA | ITA | TUR |
| --- | ------ | -- | - | - | --- | -------------------------------------- |  | --- | --- | --- |
| 1   | Franța | 2  | 2 | 0 | 4   | Promovează în optimi de finală         |  | —   | 3–1 | 3–0 |
| 2   | Italia | 2  | 1 | 1 | 3   | Promovează în optimi de finală         |  | 1–3 | —   | 3–0 |
| 3   | Turcia | 2  | 0 | 2 | 2   |                                        |  | 0–3 | 0–3 | —   |

Grupa D
| Loc | Echipa     | MJ | V | Î | Pct | Promovare, calificare sau retrogradare |  | POR | SER | BUL |
| --- | ---------- | -- | - | - | --- | -------------------------------------- |  | --- | --- | --- |
| 1   | Portugalia | 2  | 2 | 0 | 4   | Promovează în optimi de finală         |  | —   | 3–2 | 3–1 |
| 2   | Serbia     | 2  | 1 | 1 | 3   | Promovează în optimi de finală         |  | 2–3 | —   | 3–0 |
| 3   | Bulgaria   | 2  | 0 | 2 | 2   |                                        |  | 1–3 | 0–3 | —   |

Grupa E
| Loc | Echipa        | MJ | V | Î | Pct | Promovare, calificare sau retrogradare |  | CZE | SVK | NED |
| --- | ------------- | -- | - | - | --- | -------------------------------------- |  | --- | --- | --- |
| 1   | Cehia         | 2  | 2 | 0 | 4   | Promovează în optimi de finală         |  | —   | 3–1 | 3–0 |
| 2   | Slovacia      | 2  | 1 | 1 | 3   | Promovează în optimi de finală         |  | 1–3 | —   | 3–1 |
| 3   | Țările de Jos | 2  | 0 | 2 | 2   |                                        |  | 0–3 | 1–3 | —   |

Grupa F
| Loc | Echipa  | MJ | V | Î | Pct | Promovare, calificare sau retrogradare |  | HUN | UKR | BEL |
| --- | ------- | -- | - | - | --- | -------------------------------------- |  | --- | --- | --- |
| 1   | Ungaria | 2  | 2 | 0 | 4   | Promovează în optimi de finală         |  | —   | 3–2 | 3–0 |
| 2   | Ucraina | 2  | 1 | 1 | 3   | Promovează în optimi de finală         |  | 2–3 | —   | 3–0 |
| 3   | Belgia  | 2  | 0 | 2 | 2   |                                        |  | 0–3 | 0–3 | —   |

Grupa G
| Loc | Echipa       | MJ | V | Î | Pct | Promovare, calificare sau retrogradare |  | LUX | POL | WAL |
| --- | ------------ | -- | - | - | --- | -------------------------------------- |  | --- | --- | --- |
| 1   | Luxemburg    | 2  | 2 | 0 | 4   | Promovează în optimi de finală         |  | —   | 3–2 | 3–0 |
| 2   | Polonia      | 2  | 1 | 1 | 3   | Promovează în optimi de finală         |  | 2–3 | —   | 3–1 |
| 3   | Țara Galilor | 2  | 0 | 2 | 2   |                                        |  | 0–3 | 1–3 | —   |

Grupa H
| Loc | Echipa | MJ | V | Î | Pct | Promovare, calificare sau retrogradare |  | SWE | ESP | GRE |
| --- | ------ | -- | - | - | --- | -------------------------------------- |  | --- | --- | --- |
| 1   | Suedia | 2  | 2 | 0 | 4   | Promovează în optimi de finală         |  | —   | 3–2 | 3–0 |
| 2   | Spania | 2  | 1 | 1 | 3   | Promovează în optimi de finală         |  | 2–3 | —   | 3–1 |
| 3   | Grecia | 2  | 0 | 2 | 2   |                                        |  | 0–3 | 1–3 | —   |

### Faza eliminatorie
|  | Optimi de finală | Optimi de finală |            |          | Sferturi de finală | Sferturi de finală |  |  | Semifinale | Semifinale |  |  | Finală | Finală |  |
|  |                  |                  |            |          |                    |                    |  |  |            |            |  |  |        |        |  |
|  | Germania         | 3                |            |          |                    |                    |  |  |            |            |  |  |        |        |  |
|  | Germania         | 3                |            |          |                    |                    |  |  |            |            |  |  |        |        |  |
|  | Ucraina          | 0                |            |          |                    |                    |  |  |            |            |  |  |        |        |  |
|  | Ucraina          | 0                |            | Germania | 3                  |                    |  |  |            |            |  |  |        |        |  |
|  |                  |                  |            | Germania | 3                  |                    |  |  |            |            |  |  |        |        |  |
|  |                  |                  | Italia     | 0        |                    |                    |  |  |            |            |  |  |        |        |  |
|  | Italia           | 3                | Italia     | 0        |                    |                    |  |  |            |            |  |  |        |        |  |
|  | Italia           | 3                |            |          |                    |                    |  |  |            |            |  |  |        |        |  |
|  | Cehia            | 2                |            |          |                    |                    |  |  |            |            |  |  |        |        |  |
|  | Cehia            | 2                |            | Germania | 3                  |                    |  |  |            |            |  |  |        |        |  |
|  |                  |                  |            |          |                    |                    |  |  |            |            |  |  |        |        |  |
|  |                  |                  | Portugalia | 0        |                    |                    |  |  |            |            |  |  |        |        |  |
|  | Suedia           | 3                | Portugalia | 0        |                    |                    |  |  |            |            |  |  |        |        |  |
|  | Suedia           | 3                |            |          |                    |                    |  |  |            |            |  |  |        |        |  |
|  | Polonia          | 1                |            |          |                    |                    |  |  |            |            |  |  |        |        |  |
|  | Polonia          | 1                |            | Suedia   | 1                  |                    |  |  |            |            |  |  |        |        |  |
|  |                  |                  |            | Suedia   | 1                  |                    |  |  |            |            |  |  |        |        |  |
|  |                  |                  | Portugalia | 3        |                    |                    |  |  |            |            |  |  |        |        |  |
|  | Portugalia       | 3                | Portugalia | 3        |                    |                    |  |  |            |            |  |  |        |        |  |
|  | Portugalia       | 3                |            |          |                    |                    |  |  |            |            |  |  |        |        |  |
|  | Croația          | 1                |            |          |                    |                    |  |  |            |            |  |  |        |        |  |
|  | Croația          | 1                |            | Germania | 3                  |                    |  |  |            |            |  |  |        |        |  |
|  |                  |                  |            |          |                    |                    |  |  |            |            |  |  |        |        |  |
|  |                  |                  | România    | 0        |                    |                    |  |  |            |            |  |  |        |        |  |
|  | Franța           | 3                | România    | 0        |                    |                    |  |  |            |            |  |  |        |        |  |
|  | Franța           | 3                |            |          |                    |                    |  |  |            |            |  |  |        |        |  |
|  | Austria          | 0                |            |          |                    |                    |  |  |            |            |  |  |        |        |  |
|  | Austria          | 0                |            | Franța   | 3                  |                    |  |  |            |            |  |  |        |        |  |
|  |                  |                  |            | Franța   | 3                  |                    |  |  |            |            |  |  |        |        |  |
|  |                  |                  | Slovacia   | 1        |                    |                    |  |  |            |            |  |  |        |        |  |
|  | Slovacia         | 3                | Slovacia   | 1        |                    |                    |  |  |            |            |  |  |        |        |  |
|  | Slovacia         | 3                |            |          |                    |                    |  |  |            |            |  |  |        |        |  |
|  | Ungaria          | 1                |            |          |                    |                    |  |  |            |            |  |  |        |        |  |
|  | Ungaria          | 1                |            | Franța   | 1                  |                    |  |  |            |            |  |  |        |        |  |
|  |                  |                  |            |          |                    |                    |  |  |            |            |  |  |        |        |  |
|  |                  |                  | România    | 3        |                    |                    |  |  |            |            |  |  |        |        |  |
|  | Luxemburg        | 1                | România    | 3        |                    |                    |  |  |            |            |  |  |        |        |  |
|  | Luxemburg        | 1                |            |          |                    |                    |  |  |            |            |  |  |        |        |  |
|  | Spania           | 3                |            |          |                    |                    |  |  |            |            |  |  |        |        |  |
|  | Spania           | 3                |            | Spania   | 2                  |                    |  |  |            |            |  |  |        |        |  |
|  |                  |                  |            | Spania   | 2                  |                    |  |  |            |            |  |  |        |        |  |
|  |                  |                  | România    | 3        |                    |                    |  |  |            |            |  |  |        |        |  |
|  | Serbia           | 1                | România    | 3        |                    |                    |  |  |            |            |  |  |        |        |  |
|  | Serbia           | 1                |            |          |                    |                    |  |  |            |            |  |  |        |        |  |
|  | România          | 3                |            |          |                    |                    |  |  |            |            |  |  |        |        |  |

## Masculin

### Faza grupelor
Grupa A
| Loc | Echipa   | MJ | V | Î | Pct | Promovare, calificare sau retrogradare |  | GER | POL | FIN |
| --- | -------- | -- | - | - | --- | -------------------------------------- |  | --- | --- | --- |
| 1   | Germania | 2  | 2 | 0 | 4   | Promovează în optimi de finală         |  | —   | 3–1 | 3–0 |
| 2   | Polonia  | 2  | 1 | 1 | 3   | Promovează în optimi de finală         |  | 1–3 | —   | 3–2 |
| 3   | Finlanda | 2  | 0 | 2 | 2   |                                        |  | 0–3 | 2–3 | —   |

Grupa B
| Loc | Echipa | MJ | V | Î | Pct | Promovare, calificare sau retrogradare |  | SWE | CZE | ITA |
| --- | ------ | -- | - | - | --- | -------------------------------------- |  | --- | --- | --- |
| 1   | Suedia | 2  | 2 | 0 | 4   | Promovează în optimi de finală         |  | —   | 3–1 | 3–0 |
| 2   | Cehia  | 2  | 1 | 1 | 3   | Promovează în optimi de finală         |  | 1–3 | —   | 3–2 |
| 3   | Italia | 2  | 0 | 2 | 2   |                                        |  | 0–3 | 2–3 | —   |

Grupa C
| Loc | Echipa  | MJ | V | Î | Pct | Promovare, calificare sau retrogradare |  | FRA | UKR | SER |
| --- | ------- | -- | - | - | --- | -------------------------------------- |  | --- | --- | --- |
| 1   | Franța  | 2  | 2 | 0 | 4   | Promovează în optimi de finală         |  | —   | 3–1 | 3–0 |
| 2   | Ucraina | 2  | 1 | 1 | 3   | Promovează în optimi de finală         |  | 1–3 | —   | 3–0 |
| 3   | Serbia  | 2  | 0 | 2 | 2   |                                        |  | 0–3 | 0–3 | —   |

Grupa D
| Loc | Echipa     | MJ | V | Î | Pct | Promovare, calificare sau retrogradare |  | POR | HUN | GRE |
| --- | ---------- | -- | - | - | --- | -------------------------------------- |  | --- | --- | --- |
| 1   | Portugalia | 2  | 2 | 0 | 4   | Promovează în optimi de finală         |  | —   | 3–1 | 3–1 |
| 2   | Ungaria    | 2  | 1 | 1 | 3   | Promovează în optimi de finală         |  | 1–3 | —   | 3–1 |
| 3   | Grecia     | 2  | 0 | 2 | 2   |                                        |  | 1–3 | 1–3 | —   |

Grupa E
| Loc | Echipa  | MJ | V | Î | Pct | Promovare, calificare sau retrogradare |  | CRO | AUT | SUI |
| --- | ------- | -- | - | - | --- | -------------------------------------- |  | --- | --- | --- |
| 1   | Croația | 2  | 2 | 0 | 4   | Promovează în optimi de finală         |  | —   | 3–1 | 3–0 |
| 2   | Austria | 2  | 1 | 1 | 3   | Promovează în optimi de finală         |  | 1–3 | —   | 3–0 |
| 3   | Elveția | 2  | 0 | 2 | 2   |                                        |  | 0–3 | 0–3 | —   |

Grupa F
| Loc | Echipa    | MJ | V | Î | Pct | Promovare, calificare sau retrogradare |  | DEN | SLO | TUR |
| --- | --------- | -- | - | - | --- | -------------------------------------- |  | --- | --- | --- |
| 1   | Danemarca | 2  | 2 | 0 | 4   | Promovează în optimi de finală         |  | —   | 3–1 | 3–0 |
| 2   | Slovenia  | 2  | 1 | 1 | 3   | Promovează în optimi de finală         |  | 1–3 | —   | 3–0 |
| 3   | Turcia    | 2  | 0 | 2 | 2   |                                        |  | 0–3 | 0–3 | —   |

Grupa G
| Loc | Echipa   | MJ | V | Î | Pct | Promovare, calificare sau retrogradare |  | ENG | ROU | NOR |
| --- | -------- | -- | - | - | --- | -------------------------------------- |  | --- | --- | --- |
| 1   | Anglia   | 2  | 2 | 0 | 4   | Promovează în optimi de finală         |  | —   | 3–2 | 3–1 |
| 2   | România  | 2  | 1 | 1 | 3   | Promovează în optimi de finală         |  | 2–3 | —   | 3–0 |
| 3   | Norvegia | 2  | 0 | 2 | 2   |                                        |  | 1–3 | 0–3 | —   |

Grupa H
| Loc | Echipa        | MJ | V | Î | Pct | Promovare, calificare sau retrogradare |  | BEL | SLO | NED |
| --- | ------------- | -- | - | - | --- | -------------------------------------- |  | --- | --- | --- |
| 1   | Belgia        | 2  | 2 | 0 | 4   | Promovează în optimi de finală         |  | —   | 3–2 | 3–0 |
| 2   | Slovenia      | 2  | 1 | 1 | 3   | Promovează în optimi de finală         |  | 2–3 | —   | 3–0 |
| 3   | Țările de Jos | 2  | 0 | 2 | 2   |                                        |  | 0–3 | 0–3 | —   |

### Faza eliminatorie
|  | Optimi de finală | Optimi de finală |            |           | Sferturi de finală | Sferturi de finală |  |  | Semifinale | Semifinale |  |  | Finală | Finală |  |
|  |                  |                  |            |           |                    |                    |  |  |            |            |  |  |        |        |  |
|  | Germania         | 3                |            |           |                    |                    |  |  |            |            |  |  |        |        |  |
|  | Germania         | 3                |            |           |                    |                    |  |  |            |            |  |  |        |        |  |
|  | Ucraina          | 0                |            |           |                    |                    |  |  |            |            |  |  |        |        |  |
|  | Ucraina          | 0                |            | Germania  | 3                  |                    |  |  |            |            |  |  |        |        |  |
|  |                  |                  |            | Germania  | 3                  |                    |  |  |            |            |  |  |        |        |  |
|  |                  |                  | Croația    | 2         |                    |                    |  |  |            |            |  |  |        |        |  |
|  | Slovacia         | 1                | Croația    | 2         |                    |                    |  |  |            |            |  |  |        |        |  |
|  | Slovacia         | 1                |            |           |                    |                    |  |  |            |            |  |  |        |        |  |
|  | Croația          | 3                |            |           |                    |                    |  |  |            |            |  |  |        |        |  |
|  | Croația          | 3                |            | Germania  | 3                  |                    |  |  |            |            |  |  |        |        |  |
|  |                  |                  |            |           |                    |                    |  |  |            |            |  |  |        |        |  |
|  |                  |                  | Portugalia | 1         |                    |                    |  |  |            |            |  |  |        |        |  |
|  | Danemarca        | 3                | Portugalia | 1         |                    |                    |  |  |            |            |  |  |        |        |  |
|  | Danemarca        | 3                |            |           |                    |                    |  |  |            |            |  |  |        |        |  |
|  | România          | 0                |            |           |                    |                    |  |  |            |            |  |  |        |        |  |
|  | România          | 0                |            | Danemarca | 2                  |                    |  |  |            |            |  |  |        |        |  |
|  |                  |                  |            | Danemarca | 2                  |                    |  |  |            |            |  |  |        |        |  |
|  |                  |                  | Portugalia | 3         |                    |                    |  |  |            |            |  |  |        |        |  |
|  | Cehia            | 0                | Portugalia | 3         |                    |                    |  |  |            |            |  |  |        |        |  |
|  | Cehia            | 0                |            |           |                    |                    |  |  |            |            |  |  |        |        |  |
|  | Portugalia       | 3                |            |           |                    |                    |  |  |            |            |  |  |        |        |  |
|  | Portugalia       | 3                |            | Germania  | 1                  |                    |  |  |            |            |  |  |        |        |  |
|  |                  |                  |            |           |                    |                    |  |  |            |            |  |  |        |        |  |
|  |                  |                  | Suedia     | 3         |                    |                    |  |  |            |            |  |  |        |        |  |
|  | Franța           | 3                | Suedia     | 3         |                    |                    |  |  |            |            |  |  |        |        |  |
|  | Franța           | 3                |            |           |                    |                    |  |  |            |            |  |  |        |        |  |
|  | Slovenia         | 2                |            |           |                    |                    |  |  |            |            |  |  |        |        |  |
|  | Slovenia         | 2                |            | Franța    | 3                  |                    |  |  |            |            |  |  |        |        |  |
|  |                  |                  |            | Franța    | 3                  |                    |  |  |            |            |  |  |        |        |  |
|  |                  |                  | Belgia     | 1         |                    |                    |  |  |            |            |  |  |        |        |  |
|  | Polonia          | 2                | Belgia     | 1         |                    |                    |  |  |            |            |  |  |        |        |  |
|  | Polonia          | 2                |            |           |                    |                    |  |  |            |            |  |  |        |        |  |
|  | Belgia           | 3                |            |           |                    |                    |  |  |            |            |  |  |        |        |  |
|  | Belgia           | 3                |            | Franța    | 1                  |                    |  |  |            |            |  |  |        |        |  |
|  |                  |                  |            |           |                    |                    |  |  |            |            |  |  |        |        |  |
|  |                  |                  | Suedia     | 3         |                    |                    |  |  |            |            |  |  |        |        |  |
|  | Anglia           | 2                | Suedia     | 3         |                    |                    |  |  |            |            |  |  |        |        |  |
|  | Anglia           | 2                |            |           |                    |                    |  |  |            |            |  |  |        |        |  |
|  | Ungaria          | 3                |            |           |                    |                    |  |  |            |            |  |  |        |        |  |
|  | Ungaria          | 3                |            | Ungaria   | 2                  |                    |  |  |            |            |  |  |        |        |  |
|  |                  |                  |            | Ungaria   | 2                  |                    |  |  |            |            |  |  |        |        |  |
|  |                  |                  | Suedia     | 3         |                    |                    |  |  |            |            |  |  |        |        |  |
|  | Austria          | 0                | Suedia     | 3         |                    |                    |  |  |            |            |  |  |        |        |  |
|  | Austria          | 0                |            |           |                    |                    |  |  |            |            |  |  |        |        |  |
|  | Suedia           | 3                |            |           |                    |                    |  |  |            |            |  |  |        |        |  |

## Rezumat medalii
| Probă            | Aur                                                                               | Argint                                                                           | Bronz                                                               |
| Echipa masculină | Suedia Truls Möregårdh Mattias Falck Kristian Karlsson Anton Källberg Jon Persson | Germania Timo Boll Benedikt Duda Kay Stumper Ricardo Walther Cedric Meissner     | Franța Félix Lebrun Alexis Lebrun Can Akkuzu Jules Rolland          |
| Echipa masculină | Suedia Truls Möregårdh Mattias Falck Kristian Karlsson Anton Källberg Jon Persson | Germania Timo Boll Benedikt Duda Kay Stumper Ricardo Walther Cedric Meissner     | Portugalia Marcos Freitas Tiago Apolonia João Geraldo João Monteiro |
| Echipa feminină  | Germania Han Ying Shan Xiaona Nina Mittelham Sabine Winter Annett Kaufmann        | România · Bernadette Szőcs · Elizabeta Samara · Andreea Dragoman · Adina Diaconu | Franța Jia Nan Yuan Prithika Pavade Audrey Zarif Charlotte Lutz     |
| Echipa feminină  | Germania Han Ying Shan Xiaona Nina Mittelham Sabine Winter Annett Kaufmann        | România · Bernadette Szőcs · Elizabeta Samara · Andreea Dragoman · Adina Diaconu | Portugalia Fu Yu ShaoJieni Inês Matos Matilde Pinto                 |